# Aprigliano
Aprigliano est une commune de la province de Cosenza, dans la région de Calabre, en Italie.

## Administration
| Période                                  | Période | Identité | Étiquette | Qualité |
| ---------------------------------------- | ------- | -------- | --------- | ------- |
|                                          |         |          |           |         |
| Les données manquantes sont à compléter. |         |          |           |         |

### Communes limitrophes
Cellara, Cosenza, Figline Vegliaturo, Parenti, Pedace, Piane Crati, Pietrafitta, Rogliano, San Giovanni in Fiore, Santo Stefano di Rogliano, Taverna.

## Personnalités
- Francesco Antonio Lucifero, baron d'Aprigliano et maire de la ville de Crotone, patriote italien de la République parthénopéenne, fusillé par les sanfédistes en 1799.